# Hrunting
Hrunting – magiczny miecz podarowany Beowulfowi przez Unfertha w epickim poemacie heroicznym pod tytułem Beowulf napisanym w języku staroangielskim. Bohater tego eposu, Beowulf, używa miecza zwanego Hrunting w walce przeciw matce Grendela.